# Erich von dem Bach-Zelewski
Erich Julius Eberhard von dem Bach-Zelewski (1. března 1899 Lauenburg in Pommern, dnes Lębork – 8. března 1972 Mnichov) byl veterán první světové války, pozdější válečný zločinec a vysoký důstojník Waffen-SS a Policie za druhé světové války v hodnosti SS-Obergruppenführer und General der Waffen-SS und Polizei (Generál zbraní SS a Policie). Zároveň to byl i nositel mnoha vojenských vyznamenání včetně rytířského kříže železného kříže nebo německého kříže ve zlatě.
Veřejnosti se stal nechvalně známým díky svému působení jako vyšší šéf SS a policie ve střední části okupovaného Sovětského svazu, kde měl na svědomí tisíce zavražděných a také díky svému brutálnímu zásahu proti obyvatelstvu během Varšavského povstání v srpnu roku 1944.

## Mládí a první světová válka
Erich von dem Bach-Zelewski se narodil 1. března roku 1899 v pomořanském městě Lauenburg (dnes Lębork) jako syn římskokatolického šlechtického velkostatkáře, Otto Jana Józefa von Zelewskiho a jeho luteránské manželky Elisabeth Eveline (rozená Schimansky).
Po smrti otce se o mladého Ericha začal starat jeho strýc Oscar, který ho, aniž by dokončil studia na gymnáziu, nutil narukovat do císařské armády, když vypukla válka. Jako jeden z nejmladších dobrovolníků byl mladý Erich zařazen k západopruskému 129. pěšímu pluku sídlícím ve městě Graudenz. Následně byl pluk v rámci 36. pěší divize generálporučíka Konstanze von Heinecciusa odvelen na východní frontu, aby se zapojil do bojů s ruskými carskými jednotkami.
Zde se von dem Bach zúčastnil mnoha významných bitev jako například bitvy u Tannenbergu, bitvy o Mazurská jezera nebo bitvy u Gorlice a následně si za to vysloužil pruský železný kříž II. třídy.
V říjnu roku 1915 byla však divize z fronty stažena a následně převelena na západní frontu, aby vzdorovala britským a francouzským jednotkám. U von dem Bacha-Zelewskiho bylo rozhodnuto, že bude povýšen do hodnosti poručíka (Leutnant). V létě následujícího roku se von dem Bach zapojil se svojí divizí do bojů na řece Sommě.
Následně byl von dem Bach při bojích na frontě zasažen bojovým plynem a musel být hospitalizován. Po zotavení byl odvelen ke 10. granátnickému pluku König Friedrich Wilhelm II. (Grenadier-Regiment „König Friedrich Wilhelm II.“ Nr. 10) od 11. pěší divize pod velením generálporučíka Güntera von Etzela. Zde byl jmenován velitelem kulometné roty pluku. Ve velení roty byl později téhož roku vyznamenán pruským železným křížem I. třídy a Vévodským Sasko-Meiningenským čestným křížem za zásluhy ve válce.

## Meziválečné období
U pluku zůstal von dem Bach až do konce války a po oficiálním rozpuštění jeho jednotky, sloužil u pohraničních jednotek a účastnil se potlačení slezského povstání a zde se opět osobně vyznamenal. Následně se rozhodl během roku 1923 vstoupit do nově vzniklého Reichswehru a byl přidělen ve své původní hodnosti poručíka (Leutnant) ke 4. pruskému pěšímu pluku ze 2. divize pod velením generála Hanse von Hammerstein-Gesmolda. Ale však ani zde nevydržel von dem Bach příliš dlouho, neboť byl během ledna roku 1924 z armády propuštěn díky svým rozvracečským politickým názorům, které začal silně prosazovat u jednotky po Mnichovském puči z listopadu předchozího roku.
Následně pracoval jako znalec na statku a to až do roku 1928, kdy zdědil rodinný statek a začal na něm pracovat společně se svojí ženou, kterou si vzal již před tím v roce 1921. Následně s ní měl dohromady šest potomků.
V lednu roku 1930 se von dem Bach rozhodl vstoupit do NSDAP a přesně o rok později i do SS, kde byl zařazen k III. praporu od 27. pluku SS (27. SS-Standarte). Již k počátku prosince téhož roku byl povýšen do hodnosti SS-Sturmbannführer (Major) a bylo mu svěřeno velení celého 27. pluku SS.
Angažovanost v politice mu vynesla na konci července roku 1932 funkci poslance za okres Breslau v Říšském sněmu a tak na služebním žebříčku SS rychle stoupal. Funkci velitele 27. pluku SS přenechal SS-Hauptsturmführerovi Walteru Gerlachovi a sám von dem Bach převzal funkci velitele VIII. úseku SS (SS-Abschnitt VIII). Podobné administrativní funkce u Allgemeine SS zastával prakticky až do počátku druhé světové války.
Erich von dem Bach-Zelewski se také aktivně účastnil Noci dlouhých nožů, kterou rovněž využil k tomu, aby se mohl zbavit svého rivala, SS-Obersturmführera Antona von Hohberga und Buchwalda. Von Hohberg und Buchwald sloužil ve štábu von dem Bacha-Zelewskiho jako regionální velitel jízdních jednotek SS a již dříve se dostal s von dem Bachem do osobního konfliktu.
Erich von dem Bach-Zelewski se rozhodl využít svého vysokého postavení u SS a právě Noc dlouhých nožů se mu zdála jako dobrá příležitost ke zbavení se nepohodlného důstojníka SS von Hohberga und Buchwalda. Von dem Bach-Zelewski nařídil svému pobočníkovi, SS-Obersturmführerovi Carlu Reinhardovi a svému řidiči, SS-Scharführerovi Zummachovi, aby dojeli k Hohbergovi do domu a zastřelili ho. Podřízení také tak učinili a Hohberga zastřelili v kuřáckém salónku jeho sídla před očima jeho sedmnáctiletého syna se slovy, že tak museli učinit.

## Druhá světová válka
Roku 1941 byl povýšen na Obergruppenführera SS a své hlavní poslání spatřoval především v pronásledování Židů. Za potlačení varšavského povstání v roce 1944 si vysloužil Rytířský kříž.
Byl odpovědným za boj proti partyzánům v týlu v Rusku a na Balkáně. Pod jeho velením a na jeho zodpovědnost došlo k řadě válečných zločinů. Na jeho rozkaz bylo 31. října 1941 popraveno 35 000 Židů v Rize. Nařídil osobně vraždění Židů v Minsku a Mogilevu. Na počátku roku 1942 byl hospitalizován v nemocnici SS Hohenlychen, pro nervové problémy z likvidace tisíců lidí na východě. Byl velitelem německých jednotek, které potlačily povstání ve Varšavě na podzim 1944. Jednotky Bach-Zelewského proměnily město v ruiny. 16 000 polských bojovníků, 150 000 civilistů a 2 000 Němců padlo v bojích. 70 000 lidí bylo deportováno do koncentračních táborů a statisíce Varšavanů bylo evakuováno do tábora Pruszkow. Město se zcela vyprázdnilo.
Po válce unikl vydání do SSSR jen proto, že jako svědek obžaloby ochotně vypovídal v Norimberku. To mu mezi obžalovanými neudělalo přátele, například Walter Funk a Herrmann Göring mu nadávali do udavačů a „sviní“. Roku 1949 ho denacifikační soud odsoudil k deseti letům v pracovním táboře (rozsudek nebyl vykonán). V procesu v letech 1961/62 byl odsouzen za vraždu tří komunistů. Zemřel ve věznici Mnichov-Harlaching roku 1972.

## Vojenská kariéra

### Data povýšení
- Fahnenjunker-Kriegsfreiwilliger – listopad, 1914
- Leutnant – 1. březen, 1916
- Hauptmann der Reserve – 1. prosinec, 1936
- SS-Mann – 15. únor, 1931
- SS-Sturmführer – 20. červenec, 1931
- SS-Sturmbannführer – 6. prosinec, 1931
- SS-Standartenführer – 10. září, 1932
- SS-Oberführer – 6. říjen, 1932
- SS-Brigadeführer – 15. prosinec, 1933
- SS-Gruppenführer – 11. červenec, 1934
- Generalleutnant der Polizei – 10. duben, 1941
- SS-Obergruppenführer und General der Polizei – 9. listopad, 1941
- General der Waffen-SS – 1. červenec, 1944

### Válečná vyznamenání
- Rytířský kříž železného kříže – 30. září, 1944
- Německý kříž ve zlatě – 23. únor, 1943
- Spona k pruskému železnému kříži I. třídy – 20. květen, 1942
- Spona k pruskému železnému kříži II. třídy – 31. srpen, 1941
- Pruský železný kříž I. třídy – 25. září, 1918
- Pruský železný kříž II. třídy – 5. srpen, 1915
- Vévodský Sasko-Meiningenský čestný kříž za zásluhy ve válce – 17. červenec, 1918
- Odznak za zranění v černém (První světová válka)
- Vyznamenání pohraniční stráže za statečnost – 6. březen, 1919
- Slezská orlice I. třídy – 25. červenec, 1919
- Slezská orlice II. třídy – 25. červenec, 1919
- Antipartyzánský bojový odznak ve stříbře – 13. listopad, 1944
- Medaile za východní frontu
- Válečný záslužný kříž I. třídy s meči
- Válečný záslužný kříž II. třídy s meči
- Kříž cti s meči – 15. říjen, 1934
- Zlatý stranický odznak NSDAP – 30. leden, 1939
- Gdaňský kříž I. třídy
- Gdaňský kříž II. třídy
- Sudetská pamětní medaile
- Německý říšský sportovní odznak[1] ve stříbře
- Sportovní odznak SA[2] v bronzu
- Odznak ze sjezdu SA v Brunšviku
- Civilní odznak SS (č. 14416)
- Služební vyznamenání NSDAP[3] ve stříbře
- Služební vyznamenání NSDAP v bronzu
- Služební vyznamenání SS[4] II. třídy
- Totenkopfring
- Čestná dýka Reichsführera-SS

## Galerie

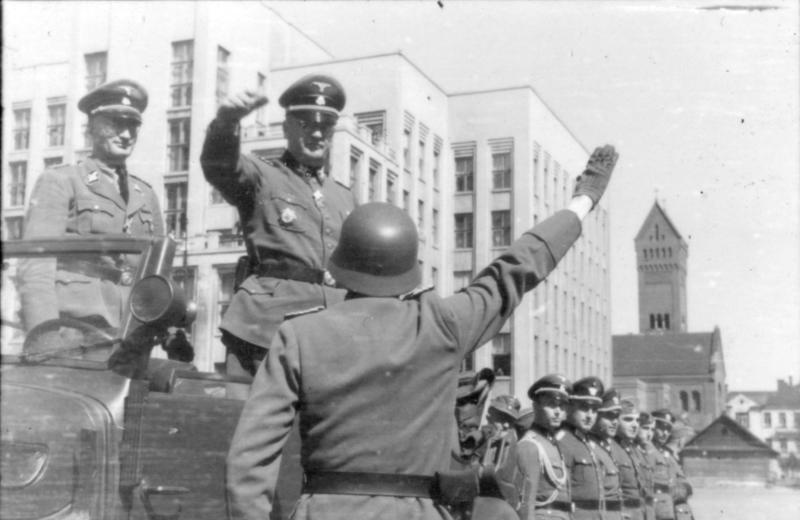
Generál von dem Bach-Zelewski přijímá hlášení při příjezdu na Leninovo náměstí v Minsku. Ve voze za ním stojí SS-Gruppenführer Kurt von Gottberg.
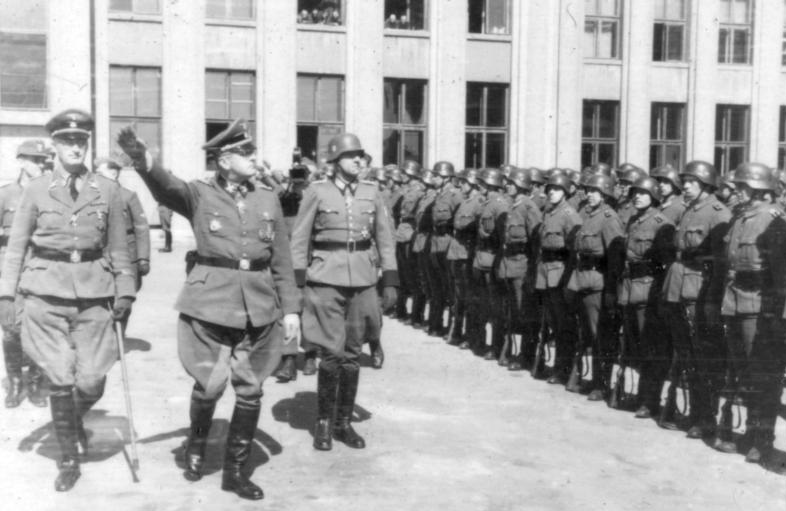
Erich von dem Bach-Zelewski při přehlídce pořádkové policie na Leninově náměstí doprovázen SS-Gruppenführerem von Gottbergem, Minsk, okupovaná část SSSR (zhruba rok 1943).
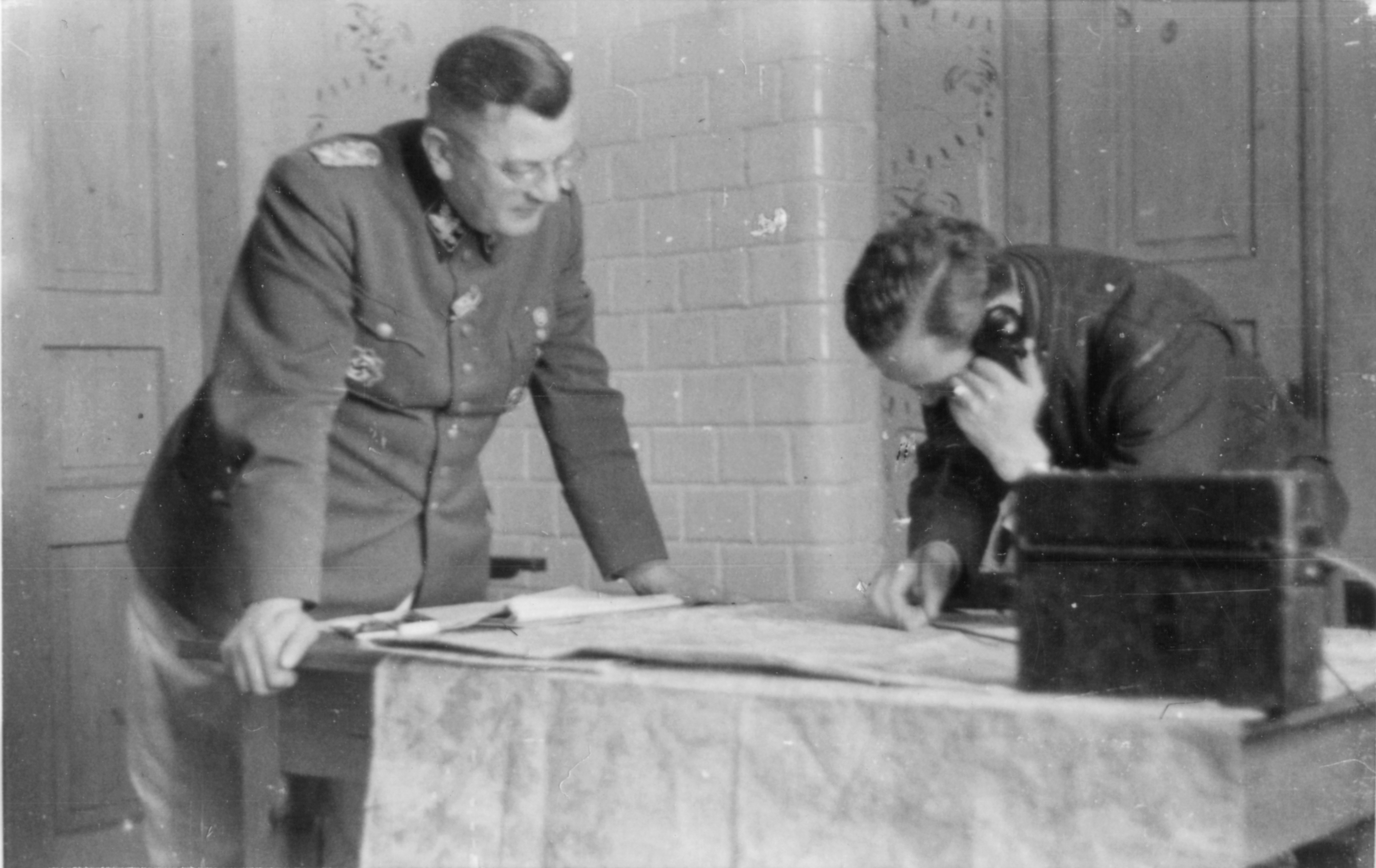
Erich von dem Bach-Zelewski při poradě nad mapami (SSSR, březen 1944).
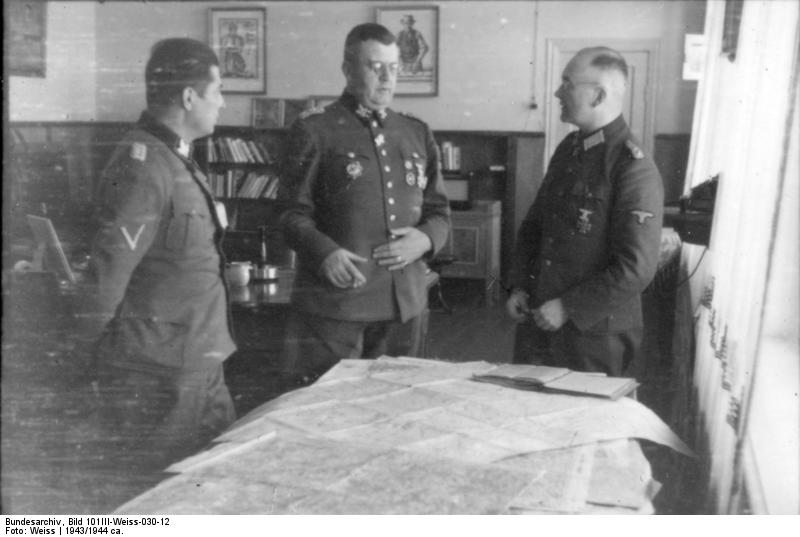
Erich von dem Bach-Zelewski při štábní poradě s ostatními důstojníky. Vlevo stojí šéf SS a policie pro Mohylev, SS-Brigadeführer Franz Kutschera a vpravo neznámý armádní důstojník.